# هوانگ سون هی
هوانگ سون هی (به کره‌ای:  황선희 به انگلیسی: Hwang Sun-hee) (زادهٔ ۱۵ اوت ۱۹۸۶) بازیگر اهل کره جنوبی است.
او به دلیل بازی در مجموعه تلویزیونی شکارچی شهر شناخته شد.